# Bernt Andersson (båtkonstruktör)
Bernt Erik Andersson, född 18 september 1939 i Karlstad, är en svensk ingenjör och segelbåts- och segelkanotkonstruktör.
Bernt Andersson, som växte upp i Karlstad, utbildade sig till ingenjör i Örebro och anställdes efter militärtjänst på Karlstads Mekaniska Werkstad, där han arbetade med pappersmaskiner.
Bernt Andersson har tävlat med först segelkanot och sedan Finnjolle. Han vann Nordiska mästerskapen i Finnjolle   1964 och 1965 och deltog i Sveriges segeltrupp i Finnjolle vid Olympiska Sommarspelen i Tokyo 1964.
Han ritade sin första båt, den 8,56 meter långa segelbåten Compis, 1968–1970 för båtbyggaren Sven Jonasson i Nolgård i Hammarö. Han blev delägare tillsammans med bland andra Sven Jonasson i det 1972 grundade Compisbåtar AB.
Han är sedan 1966 gift med Christina Andersson. Paret har två söner.

## Båtkonstruktioner i urval
- 1968–1970 Compis 28, 8,56 meter, byggd på Compisbåtar AB i Hammarö och av Bröderna Börjesson i Bjästa söder om Örnsköldsvik, till 1979[2][3]
- 1973 Beason 31, ritad för Karlstad Marinplast, byggdes av Widholms Industri AB i Brastad in på 1980-talet.[4]
- 1975 Dixie 27, byggdes på Compisbåtar AB 1975–1981, och från 1976 på licens av tre andra fritidsbåtsvarv [5]
- 1978 Compis 97 tillverkades i omkring 50 exemplar av Compisbåtar AB till 1982 och därefter av andra båttillverkare, bland andra Norrlandsplast i Luleå.[6]
- 1979 Beason 36, senare Compis 36, senare Mamba 36, tillverkades 1981 av Compisbåtar AB:s 1979 köpta dotterbolag, Karlstad Marinplast, och efter Compisbåtar AB:s konkurs av Nya Compisbåtar AB 1982–1985. Efter att detta företag gått i konkurs 1985, tillverkades båten i tio exemplar som Mamba 36 av Mamba Boats/BK Marin i Forshaga till omkring 1991.[7]
- 1982 Mini-Compis, 6,9 meter, tillverkades i omkring 20 exemplar[8]
- 1982 Compis 33, byggd på Nya Compisbåtar AB 1982–1985[9]
- 1987 Compis 345
- Ci-Senior, segelkanot